# Alcatel One Touch Pop C7+
El Alcatel One Touch Pop C7+ (7040A/7040F/7041X/7040D/7041D/7040E) es un teléfono inteligente comercializado por Alcatel Mobile Phones, con sistema operativo Android 4.4.2 y pantalla táctil capacitiva, lanzado en 2015, como evolución ampliada del Alcatel One Touch Pop C7.
Sin embargo la información obtenida en webs no oficiales es contradictoria, pues se señalan configuraciones mixtas, como un 7040F con 512 MiB y cámara de 8 MP por lo que es posible que regionalmente se hayan ido comercializando versiones mejoradas del C7 antes del lanzamiento oficial del C7+.

## Características
- Lanzamiento: 2015
- Tarjeta SIM : Micro Sim (2FF) single o dual con Dual Standby (7040D/7041D/7040E)
- Antena : todas internas.
- Pantalla táctil : capacitativa TFT LCD de 5 pulgadas, capa oleofóbica, con capacidad Dual-touch (7040A/7040E/7040F/7041X/7041D) o Multi-touch (7040D)[2]
- Resolución de pantalla : FWVGA 480 x 854 píxeles y 24 bits (16777216 colores)
- Sistema operativo : Android 4.4.2 KitKat
- Memoria :
- Memoria RAM de 2 GiB
- Memoria flash Interna de 8 GiB
- SoC : Mediatek MT6582M[3]
- Microprocesador :  ARM Cortex-A7 de 4 núcleos a 1.3 GHz
- Procesador gráfico : Mali-400
- Bandas :
  - 2G : GSM 850/900/1800/1900 MHz (cuatribanda)
  - 2G : UMTS 900/2100
  - 3G : HSDPA 850/900/2100
- Datos : GPRS, EDGE, HSPA+ (HSDPA/HSUPA) bajada de 21 Mbit/s, subida de 5,76 Mbit/s
- Cámara : de 8 megapixels con flash LED, zoom digital, detector de caras, detector de sonrisas, imágenes en HDR. Graba vídeo 720p (1280 x 720) a 30 fps. Codifica el vídeo en H.263, MPEG-4, H.264/MPEG-4 AVC. Capacidad de Streaming de video.
- Cámara frontal : 2 megapixels
- Multimedia : reproductor multimedia con soporte
  - Audio : AAC, AACplus, eAACplus, AMR, AMR NB, WAV, MP3, MIDI, APE
  - Vídeo H.263, MPEG-4, H.264/MPEG-4 AVC
  - Radio FM estéreo con RDS
- Sensores : GPS, acelerómetro, brújula digital, sensor de proximidad, luz.
- Conectividad : Wi-Fi 802.11b/g/n, modo módem Wi-Fi, micro-USB 2.0, Bluetooth 4.0, minijack audio de 3,5 mm, GPS, aGPS.
- Batería :  interna de Li-ion de 2000 o 1900 mAh
  - Tiempo de espera : Hasta 630 horas (2G) / 580 horas (3G)
  - Tiempo de conversación : Hasta 12,5 horas (2G) / 8,5 horas (3G)
  - Tiempo de carga: Hasta 2,5 horas
  - Autonomía en modo música: Hasta 24 horas
- Formato : Pizarra o Slate
- Carcasa : en color Black Leather con acabado de cuero en la trasera. En el frontal blanco, altavoz, pantalla táctil con tres botones táctiles estándar Android (MENU, HOME y BACK) debajo, y micrófono. En el lateral derecho tecla de control de volumen y de encendido/apagado. En la zona superior minijack de 3,5 mm para auriculares/manos libres, en la inferior puerto micro-USB 2.0. En la trasera cámara y flash en la superior, altavoz en la inferior. Abriendo la carcasa, acceso a la batería. Sobre ella una o dos ranuras de tarjeta microSIM y a la izquierda del flash LED ranura microSD.
- Tamaño : 141 mm (5,55 pulgadas) largo x 71,8 mm (2,83 pulgadas) ancho x 9,9 mm (0,39 pulgadas) alto
- Peso : 162 g (5,71 onzas)
- Tarjeta de memoria : microSD de hasta 32 GB
- Otras prestaciones : Voz HD, manos libres, Modo Vuelo, Vibrador.

## Conectividad
Este teléfono inteligente es compatible con puntos de acceso inalámbricos Wi-Fi y con banda ancha móvil HSDPA 21 Mbit/s de bajada y 5,76 Mbit/s de subida (3.5G y H+). Este dispositivo permite compartir la Conexión de Red, como Puntos de Acceso Wi-Fi o bien por medio del cable USB con el Ordenador.
También cuenta con Bluetooth 4.0 para usar un manos libres o escuchar música con auriculares inalámbricos. En su parte superior se encuentra una toma de auriculares estándar de 3.5 milímetros y en el inferior un puerto microUSB 2.0 que sirve para cargar la batería y sincronizar el terminal con un ordenador, además de GPS/AGPS.